# سياسة التأشيرات في البحرين
يجب على زوار البحرين الحصول على تأشيرة مقدما إلا إذا كانوا قادمين من أحد البلدان المعفية من التأشيرة أو البلدان المؤهلة للحصول على تأشيرة دخول لدى وصولهم. يجب أن يكون جواز السفر ساري المفعول لمدة 6 أشهر من وصوله والزوار يجب أن يحملوا تذكرة العودة.

## قانون التأشيرة الجديد 2014
في أكتوبر 2014 نفذت البحرين سياسة التأشيرات الجديدة التي تسهل على المسافرين القادمين الحصول على تأشيرات بحرينية. يجب أن يكون المسافرين حاملين لجواز سفر صالح لمدة ستة أشهر على الأقل والحصول على تأشيرة لدخول البحرين. ومع ذلك فإن المسافرين من الدول الموافقة عليها مسبقا يمكنهم الآن الحصول على تأشيرات الدخول عبر الإنترنت أو عند وصولهم إلى البلاد. أصدرت البحرين المزيد من تأشيرات الدخول منذ تنفيذ السياسة مما كان عليه من قبل. بدءا من أبريل 2015 بدأت البحرين إرسال تأكيدات للمتقدمين من حالة الطلب عن طريق الرسائل النصية.

## الاعفاء من تأشيرة الدخول
مواطنو البلدان التالية لا يحتاجون إلى تأشيرة لزيارة البحرين ويستخدمون بطاقات الهوية الوطنية لدخول البلاد:
| - الكويت - عمان - قطر - السعودية - الإمارات |

## التأشيرة عند الوصول
مواطني البلدان والأقاليم التالية يحصلون على تأشيرة دخول لدى وصولهم أو عبر الإنترنت ليبقوا حتى 14 يوم (3 أشهر لمواطني المملكة المتحدة و ايرلندا):
| - الاتحاد الأوروبي - أندورا - الأرجنتين - أستراليا - بوليفيا - البرازيل - بروناي - كندا - تشيلي - الصين - كولومبيا - الإكوادور - غويانا | - هونغ كونغ - آيسلندا - اليابان - كازاخستان - ليختنشتاين - ماليزيا - المكسيك - موناكو - نيوزيلندا - النرويج - الباراغواي - بيرو - روسيا | - سان مارينو - سنغافورة - كوريا الجنوبية - سورينام - سويسرا - تايلند - تركيا - الولايات المتحدة - الأوروغواي - الفاتيكان - فنزويلا |  |

يجب استخدام التأشيرات في غضون 30 يوما من تاريخ الموافقة. تأشيرات دخول متعددة صالحة لمدة 3 أشهر من وقت الدخول. على كل دخول يسمح بالإقامة لمدة أسبوعين.
الأجانب المقيمين في دول مجلس التعاون الخليجي الذين يقيمون بالفعل لأكثر من ستة أشهر في بلد إقامتهم ولديهم وظيفة معتمدة يمكنهم الحصول على تأشيرة لمدة 72 ساعة أو تأشيرة لمدة سبعة أيام عند وصولهم إلى المطار.
يمكن لحاملي جوازات السفر الدبلوماسية والرسمية أو خدمة الحصول على تأشيرة الدخول لدى وصولهم.

## التأشيرة الإلكترونية فقط
مواطني البلدان والأقاليم التالية يحصلون على تأشيرة صالحة لمدة 14 يوما:
| - أنتيغوا وباربودا - باهاماس - باربادوس - مواطني ما وراء البحار البريطانيين - الكاميرون - كوبا - دومينيكا - جمهورية الدومينيكان - مصر - الغابون - غانا | - غرينادا - هايتي - الهند - إندونيسيا - ساحل العاج - جامايكا - الأردن - كينيا - موريشيوس - المغرب - موزمبيق | - باكستان - سانت كيتس ونيفيس - سانت لوسيا - سانت فينسنت والغرينادين - السنغال - سيشل - جنوب أفريقيا - تايوان - ترينيداد وتوباغو |  |

يجب على المتقدمين تزويد بنسخ ممسوحة ضوئيا من تذكرة السفر وجواز السفر وحجز الفنادق. التأشيرات الإلكترونية صالحة لمدة 30 يوما من تاريخ الموافقة.
يجب أن يكون لدى مواطني البلدان الأخرى كفيل (شركة تجارية بحرينية أو فرد بحريني) للحصول على تأشيرة دخول.

## الدخول المحظور
يرفض دخول أو مرور مواطني غينيا وليبيريا ونيجيريا وسيراليون.